# Gian Paolo Dulbecco
Gian Paolo Dulbecco (La Spezia, 12 settembre 1941) è un pittore italiano.

## Biografia
Nasce a La Spezia nel 1941. A Milano, dove la sua famiglia si trasferisce nel 1958, è allievo di Tommaso Gnone da cui apprende le tecniche d’incisione a puntasecca e inizia a dipingere. 

Nel marzo 1966 si laurea al Politecnico continuando a coltivare il suo interesse per l’arte.
Dal 1969 vive a Roma dove ha modo di conoscere anche la pittura di Balthus esposta a Villa Medici; nel 1971 è nuovamente a Milano da cui si allontana per vari viaggi in Europa. In particolare in Belgio vede la pittura di Delvaux, Magritte. e la grande pittura fiamminga. 
Inizia a sviluppare il tema delle Navi di pietra, come ricordo dell’Isola Tiberina, al quale seguono quelli degli Oracoli, dei Notturni e delle metafisiche Città ideali.

Tocca anche il tema dell'arte sacra soprattutto con i Presepi ispirati alle Tebaidi quattrocencentesche.
Nel 1975 si stabilisce a Monza.
Numerose sono le mostre, sia personali che collettive, a cui prende parte in varie città italiane.
Nel 1984 riceve a Milano un premio acquisto di Cartier ; nel 1992 è tra i premiati dalla rivista Arte. 
Il critico francese Pierre Restany lo invita a presentare una sua serie di Tarocchi alla collettiva "Art & Tabac", esposta nel 1993 a Roma e negli anni successivi a Vienna ed Amsterdam.

Nello stesso 1993 inizia la sua lunga collaborazione con la milanese Galleria Bensi
Espone anche a Londra, Freiburg, Oporto, e negli Istituti Italiani di Cultura di Lione, Lisbona e Bruxelles e infine a Tokyo. In Giappone esporrà nuovamente altre personali, nel 1994 a Yokohama, e ancora a Tokyo negli anni 1999 e 2001. 
Inizia il suo sodalizio con Alchimie verbali, creativo laboratorio di comunicazione di Salerno.
Sono questi gli anni in cui nella sua pittura inizia a comparire la figura di  Pulcinella, inteso come archetipo umano universale. Sul finire degli anni ’90 inizia a confrontarsi con il mito di Atlantide
Nel 2002 la Soprintendenza ai Beni Culturali di Salerno patrocina una sua mostra antologica a Ravello, dove espone nuovamente con Luzzati nel 2005.

Negli stessi anni affronta i temi dei Personaggi che lottano contro la propria ombra, quello dei Labirintie delle Gabbie misteriose. 
Nel 2012 è invitato in Germania dal Panorama Museum a presentare alcuni lavori alla collettiva "Dopo de Chirico" dedicata alla pittura metafisica italiana contemporanea. 

Negli anni '20 segue un periodo di lavoro appartato nel quale affronta il tema delle Città invisibili. 
È artista i cui lavori, in genere contenuti nelle dimensionie spesso costruiti sulla sezione aurea, dalla critica sono stati accostati ai modi del Realismo magico e della Pittura colta.
Sempre più rare sono via via le sue esposizioni personali secondo un’aspirazione a un riservato silenzio operativo ed al rifiuto della corrente spettacolarizzazione e pianificazione affaristica dell’arte.

## Mostre personali e collettive
- 1983 : Galleria Baguttino, Milano
- 1985 : Galleria Arno, Firenze
- 1987 : Arte sacra, Basilica di San Simpliciano, Milano
- 1993 : Art & Tabac, Roma, Vienna, Amsterdam
- 1994 : Galerie Artesse, Yokohama
- 1996 : Gerald Moran Interiors, Londra
- 1999 : Galerie Kai, Tokyo
- 2000 : Dipinti, Galleria Paracelso, Bologna
- 2001 : Centro Daimaru, Tokyo
- 2002 : Utopiche alchimie, Pinacoteca del Duomo, Ravello
- 2004 : Galleria Cancelliere, Messina
- 2004 : Kaoluco Gallery, Tokyo
- 2008 : Lilly Zeligman Gallery, Laren, Olanda
- 2009 : Iperuranio, Galleria Bensi, Milano
- 2010 : Il vizio di dipingere, Galleria Sartori, Mantova
- 2010 : Il sogno, la magia e altre storie, Galleria Monteleone, Palermo
- 2010 : Sei artisti, sei visioni, Centro culturale Rosen, Cortina d'Ampezzo (BL)
- 2012 : Dopo de Chirico, metaphysische Malerei der Gegenwart in Italien, Panorama Museum, Bad Frankenhausen
- 2014 : Come nani sulle spalle di giganti. Galleria Bensi, Milano
- 2015 : Il posto delle favole, Galleria Sartori, Mantova
- 2019 : Arte e salute, Palazzo Pirelli, Milano
- 2020 : Il mare dentro, Galleria di Palazzo Stella, Genova
- 2022 : 49º Premio Sulmona, Polo museale di S.Chiara, Sulmona
- 2024 : MaRenostrum, eine Reise vom Meer zum Rhein, Bayreuth Neues Rathaus

## Collezioni pubbliche
- Fondo Ambiente Italiano, Milano
- Collezione Cartier, Milano
- Collezione della Regione Lombardia, Palazzo Lombardia, Milano
- Litografie e puntesecche, Civica raccolta delle stampe Achille Bertarelli, Milano
- Collezione d'arte del Comune di Monza
- Via Crucis, Chiesa di Santa Gemma, Monza
- Comune di Meina (NO)
- Collezione Paolo VI, Concesio (BS)
- Museo Gonzaga, Mantova
- Museo Collezione Adalberto Sartori, Mantova
- Fondazione Cassa di Risparmio in Bologna, Donazione Blanchaert
- Museo dei Tarocchi, Riola di Vergato (BO)
- Comune di Cervia, (RA)
- Fondazione Mario Novaro, Genova
- Collezioni del Comune di Imperia
- Museo Nazionale dei Trasporti, La Spezia
- Comuni di Portovenere, Monterosso al Mare e Vernazza (SP)
- Collezioni del Comune di Pietrasanta (LU)
- Raccolte d'Arte Contemporanea, Città del Vaticano, Roma
- Collezione del Comune di Ravello (SA)
- Collezioni della Provincia di Palermo, Palermo
- The Tower, Aoyama, Tokyo, (Giappone)
- Centre d'art fantastique , Castello di Gruyères, (Svizzera)
- Städtische Sammlung Bayreuth, (Germania)
- Panorama Museum, Bad Frankenhausen, (Germania)